# Paulinzellaer Forst

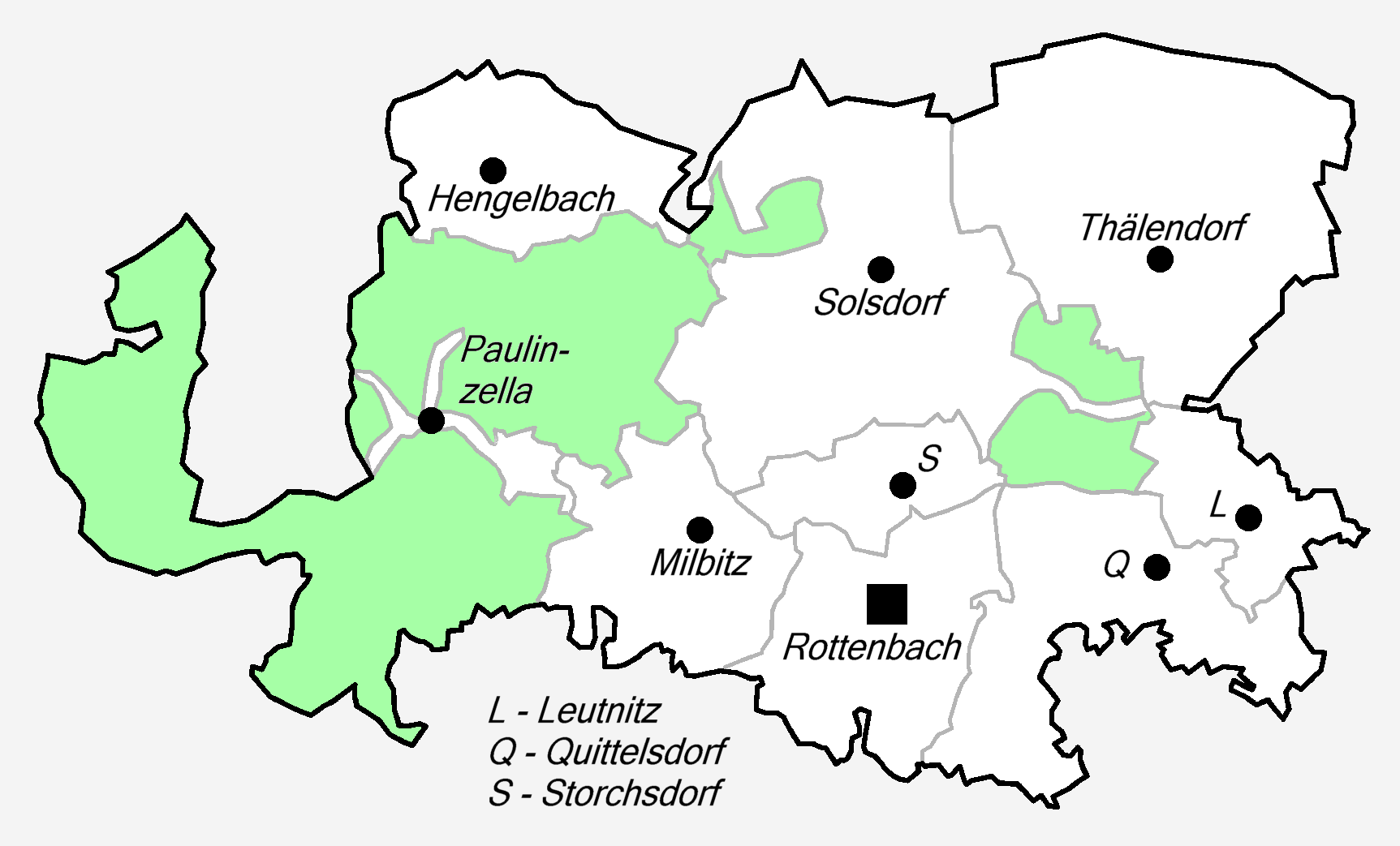
Lage der Paulinzellaer Forstbezirke in Rottenbach

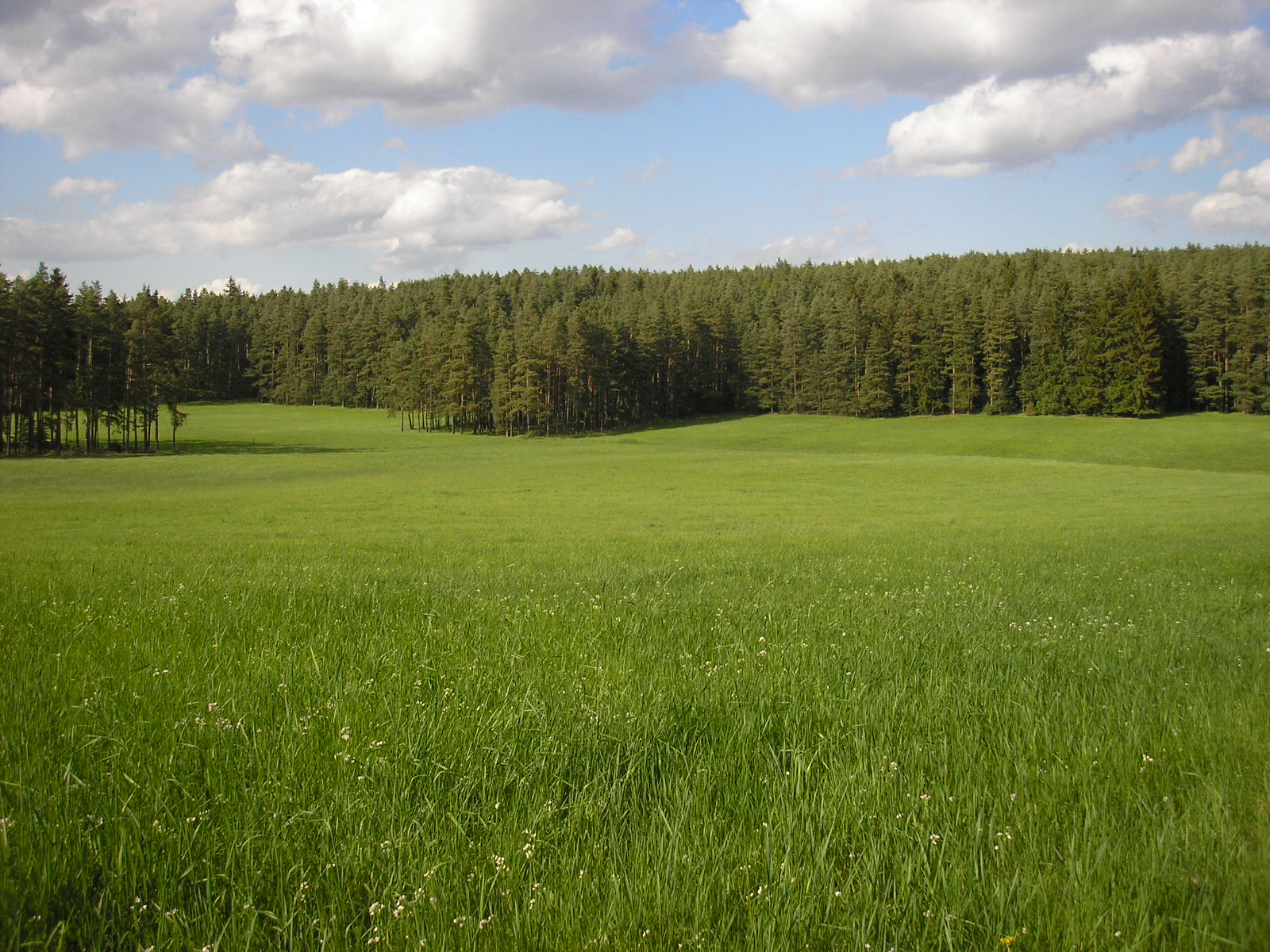
Der Paulinzellaer Forst bei Gräfinau-Angstedt

Der Paulinzellaer Forst ist ein Waldgebiet im Vorland des Thüringer Waldes bzw. des Thüringer Schiefergebirges. 

## Lage
Er befindet sich rund um das Kloster Paulinzella, in dessen Besitz er früher war. Seine Ost-West-Ausdehnung beträgt etwa zehn, die Nord-Süd-Ausdehnung etwa sechs Kilometer und die Fläche etwa 50 km². 
Der Forst gehört größtenteils zur Stadt Königsee, zu kleineren Teilen auch zu anderen Städten und Gemeinden. 
Angrenzende Orte sind (im Uhrzeigersinn, beginnend im Norden): Singen (Stadtilm) – Gösselborn (Stadtilm) – Hengelbach (Königsee) – Solsdorf (Königsee) – Storchsdorf (Königsee) – Rottenbach (Königsee) – Unterköditz (Königsee) – Oberköditz (Königsee) – Königsee (Königsee) – Dörnfeld an der Heide (Königsee) – Pennewitz – Jesuborn (Gehren) – Stadt Gehren – Gräfinau-Angstedt (Ilmenau). 
Im Forst liegen die kleinen Dörfer Paulinzella, Milbitz und Horba.

## Naturraum
Der Paulinzellaer Forst ist ein Kiefernmischwald auf trockenem, sandigem Boden. Geologisch ist er Teil des Paulinzellaer Buntsandsteinlandes. 
Entwässert wird er durch den Rottenbach, der den Forst durchmisst.

## Verkehr
In seinem Tal durchqueren die Landesstraße Rottenbach–Stadtilm und die Bahnstrecke Arnstadt–Saalfeld den Paulinzellaer Forst.